# Stevica Ristić
Stevica Ristić (Macedonisch: Стевица Ристиќ, Servisch: Стевица Ристић) (Vršac, 23 mei 1982) is een Macedonisch voetballer.

## Carrière
Stevica Ristić speelde tussen 2000 en 2013 voor verschillende clubs, in Servië, Macedonië, Zuid-Korea, Oezbekistan en Rusland. Hij tekende in 2013 bij Shonan Bellmare (Japan).

## Macedonisch voetbalelftal
Stevica Ristić debuteerde in 2007 in het Macedonisch nationaal elftal en speelde 17 interlands, waarin hij 1 keer scoorde.